# 海鏢飛彈
海鏢飛彈（Sea Dart），又称为GWS30，是英國皇家海軍水面艦艇所配備的艦對空區域防空飛彈，由J波段909型照明雷達指揮，自1962年開始研發，1967年進入量產。曾經在1982年福克蘭群島戰爭中首次參加實戰，並且有擊落阿根廷軍機的紀錄。
1982年福克兰战争中擊落了阿根廷軍機数架，最后一次是在6月13日卡迪夫号发射的导弹击落了一架英國電氣坎培拉轟炸機。海鏢飛彈也在1991年沙漠風暴行動中，擔任美國海軍密蘇里號戰艦的護衛任務時，擊落一枚中國外銷給伊拉克的蠶式飛彈。
1996年英國貝宜公司取得為海鏢飛彈延長服役壽命的合約，預計這些飛彈將會在皇家海軍服役到2020年。

## 中国引进
中国的旅大级驱逐舰曾打算引进并改造出一款防空驱逐舰，但是不了了之。

## 使用国
阿根廷
- 阿根廷海軍: 1970年向英國訂購兩艘42型驱逐舰時採購了60枚，因福島戰爭後英國實施禁運；艦隊及飛彈的妥善率因此無法維持，最後一次試射為1993年（亦是該國42型的一號艦「大力神號」最後一次進行實彈射擊），之後隨著該型軍艦被長期封存或降級使用而一併除役。

 英国
- 英国皇家海军，将用阿斯忒里翁导弹取代它。